# Операція «Гімнаст»
Операція «Гімнаст» (англ. Operation Gymnast) — робочий план британсько-американського вторгнення у Північну Африку на 1941—1942 роки. Це був один з перших планів вторгнення в Північну Африку, й з часом після першого використання в 1941 році був замінений на план Супер Гімнаст, а з часом переріс на операцію «Смолоскип».